# NGC 7085
NGC 7085 је спирална галаксија у сазвежђу Пегаз која се налази на NGC листи објеката дубоког неба.
Деклинација објекта је + 6° 34' 54" а ректасцензија 21h 32m 25,1s. Привидна величина (магнитуда) објекта NGC 7085 износи 14,5 а фотографска магнитуда 15,3. NGC 7085 је још познат и под ознакама MCG 1-55-1, CGCG 402-2, KARA 919, NPM1G +06.0539, PGC 66926.